# Filistatinella hermosa
Espèce
Filistatinella hermosa est une espèce d'araignées aranéomorphes de la famille des Filistatidae.

## Distribution
Cette espèce se rencontre aux États-Unis en Californie dans les comtés de Los Angeles et de Santa Barbara et au Mexique en Basse-Californie vers Ensenada,,.

## Description
Le mâle holotype mesure 2,03 mm et la femelle paratype 2,23 mm.

## Systématique et taxinomie
Cette espèce a été décrite par Jiménez et Palacios-Cardiel en 2017.

## Étymologie
Son nom d'espèce lui a été donné en référence au lieu de sa découverte, Hermosa Beach.

## Publication originale
- Jiménez & Palacios-Cardiel, 2017 : « Filistatinella palaciosi sp. nov. (Araneidae: Filistatidae) de México. » Dugesiana, vol. 19, p. 75-77 (texte intégral).